# Cometas por el cielo (canción)
«Cometas por el cielo» es el segundo sencillo oficial del sexto álbum de estudio del mismo nombre del grupo donostiarra, La Oreja de Van Gogh. La primera vez que se emitió fue el 10 de septiembre de 2011 a través del programa de radio Del 40 al 1 de Los 40 Principales, si bien fue el 28 de octubre del mismo año cuando adquirió el carácter de sencillo oficial. Su videoclip se estrenó el día miércoles 14 de diciembre de 2011, en 40 Café.
El 18 de febrero «Cometas Por El Cielo» llega al número uno de Los 40, sumando ya dos singles del homónimo Cometas por el cielo en esta posición. Superan así a A las cinco en el Astoria, del cual tan solo El último vals llegó a la máxima posición.
A mediados de noviembre se confirma que el videoclip de la canción está nominado a los premios 40 principales 2012.

## Acerca de la canción
En la twitcam del 28 de agosto (a través de Stream Live Video, en Twitter), se comentó, entre otras cosas, que una canción tenía como subtema la homosexualidad. Muchos creían que la canción era «Esta vez no digas nada», pero en una entrevista que dieron, Pablo el guitarrista dijo que la canción era Cometas por el cielo:

- ¿Qué queréis expresar con el título del nuevo disco, Cometas sobre el cielo? - Pablo Benegas: "Nos parecía que ofrece una imagen bonita y sugerente, la libertad de una cometa volando pero a la vez su dependencia porque hay alguien que la sujeta." [...] - ¿No se trata de una metáfora? - Pablo Benegas: "Siempre hay situaciones cotidianas a las que se puede trasladar. La canción homónima habla de una pareja homosexual de mujeres, en la que una le invita la otra a probarlo y descubrirlo. Por un lado la libertad que tienes de actuar, y por otro el miedo a actuar por lo que pensarán los demás."

En el "cómo se hizo" del videoclip, Leire dice: Esta canción se trata de una pareja de chicas, de las cuales una de ellas invita a la otra a ser felices y gozar de su libertad.
Cometas por el cielo, estuvo en la disputa de ser el Primer Sencillo, fue la última en escribirse y en el estudio creció demasiado. Si bien esta canción con una guitarra, podría ser una canción más del Disco "El Viaje de Copperpot", con los arreglos musicales que tiene, hace que se sume al nuevo estilo de componer música de "La Oreja de Van Gogh", del siglo XXI.
De palabras del propio grupo: "Las cometas vuelan en libertad pero siempre necesitan a alguien que les ayude a volar. En esta historia las protagonistas son dos amigas adolescentes. Una de ellas le anima y le ayuda a la otra a dar un paso importante en su vida para sentirse sexualmente libre. Porque todos tenemos el derecho a la libre elección sexual con la única limitación del respeto a la libertad del otro.
Fue la última canción que compusimos antes de salir hacia el estudio. Allí enseguida se convirtió en una de las candidatas para ser primer sencillo. Simon, nuestro productor sueco, tuvo mucho que ver en el sonido final de la canción". LOVG

## Posicionamientos en listas
La canción no tuvo mucha repercusión cuando fue lanzada ya que su anterior sencillo "La niña que llora en tus fiestas" seguía estando en lo más alto de las canciones más radiadas, pero con el tiempo la canción fue creciendo en las listas de éxitos y de radio, creció hasta conseguir una buena recepción comercial y en radio consiguiendo ser número 1 en los 40 principales España, número 6 en Paraguay y finalmente número 7 en México. En su país natal la canción tuvo un gran éxito en radio, manteniéndose en el top 10 un gran lapso de tiempo, llegando a su mejor posición en el número 1.
| Posición | 28 | 33 | 30 | 26 | 20 | 27 | 23 | 35 | 32 | 41 | 39 | 43 | 49 | 29 | 46 | 42 | 45 | 50 | 49 | 50 | 49 |

| TOP 20 - Lista de Radio | TOP 20 - Lista de Radio | TOP 20 - Lista de Radio | TOP 20 - Lista de Radio | TOP 20 - Lista de Radio | TOP 20 - Lista de Radio | TOP 20 - Lista de Radio | TOP 20 - Lista de Radio | TOP 20 - Lista de Radio | TOP 20 - Lista de Radio | TOP 20 - Lista de Radio | TOP 20 - Lista de Radio | TOP 20 - Lista de Radio | TOP 20 - Lista de Radio | TOP 20 - Lista de Radio | TOP 20 - Lista de Radio | TOP 20 - Lista de Radio | TOP 20 - Lista de Radio | TOP 20 - Lista de Radio | TOP 20 - Lista de Radio | TOP 20 - Lista de Radio | TOP 20 - Lista de Radio | TOP 20 - Lista de Radio | TOP 20 - Lista de Radio | TOP 20 - Lista de Radio | TOP 20 - Lista de Radio | TOP 20 - Lista de Radio | TOP 20 - Lista de Radio | TOP 20 - Lista de Radio | TOP 20 - Lista de Radio | TOP 20 - Lista de Radio | TOP 20 - Lista de Radio | TOP 20 - Lista de Radio | TOP 20 - Lista de Radio | TOP 20 - Lista de Radio |
| Semana                  | 1                       | 2                       | 3                       | 4                       | 5                       | 6                       | 7                       | 8                       | 9                       | 10                      | 11                      | 12                      | 13                      | 14                      | 15                      | 16                      | 17                      | 18                      | 19                      | 20                      | 21                      | 22                      | 23                      | 24                      | 25                      | 26                      | 27                      | 28                      | 29                      | 30                      | 31                      | 32                      | 33                      | 34                      |
| ----------------------- | ----------------------- | ----------------------- | ----------------------- | ----------------------- | ----------------------- | ----------------------- | ----------------------- | ----------------------- | ----------------------- | ----------------------- | ----------------------- | ----------------------- | ----------------------- | ----------------------- | ----------------------- | ----------------------- | ----------------------- | ----------------------- | ----------------------- | ----------------------- | ----------------------- | ----------------------- | ----------------------- | ----------------------- | ----------------------- | ----------------------- | ----------------------- | ----------------------- | ----------------------- | ----------------------- | ----------------------- | ----------------------- | ----------------------- | ----------------------- |
| Posición                | 16                      | Out                     | 17                      | Out                     | 21                      | 6                       | 10                      | 4                       | 6                       | 13                      | 4                       | 12                      | 20                      | 16                      | 16                      | 20                      | 29                      | 10                      | 7                       | 12                      | 17                      | 16                      | 6                       | 6                       | 6                       | 10                      | 18                      | 22                      | 31                      | 31                      | 29                      | 26                      | 23                      | 24                      |

| Posición | 26 | 26 | 26 | 35 | OUT |

| Posición | 32 | 22 | 18 | 13 | 9 | 8 | 6 | 5 | 6 | 5 | 4 | 2 | 1 | 5 | 5 | 3 | 6 | 9 | 14 | 17 | 18 | 19 | 18 | 18 | 21 | 25 |

| Posición | 40 | 42 | 46 | 45 |

| Posición | 13 | 13 | 14 | 7 | 7 | 9 | 9 | 3 | 1 |

| Posición | 80 | 43 | 30 | 34 | 39 | 77 | 50 | 44 | 34 | 35 | 38 | 58 | 60 |

| Posición | 13 | 10 |

| Posición | 10 | 6 | 1 | 1 | 1 | 1 | 1 | 1 |

| Posición | 23 |

| Posición | - | - | - | 24 | 18 | 15 | 14 | 13 | 12 | 9 | 11 | 7 | 5 | 4 | 7 | 10 | 8 | 15 | 16 | 19 | 22 | 27 | 29 | 29 | 30 |

- Datos: Q5778980